# David Bohm
David Joseph Bohm (Wilkes-Barre, 20 dicembre 1917 – Londra, 27 ottobre 1992) è stato un fisico e filosofo statunitense naturalizzato brasiliano.
È principalmente noto per aver elaborato un'interpretazione della meccanica quantistica in cui sviluppa il concetto dell'onda pilota di Louis de Broglie.

## Biografia
Suo padre Samuel Bohm fu un emigrante ungherese di origine ebraica e sua madre una lituana, pure di origine ebraica. Suo padre nacque a Munkács, oggi Mukačevo, città Ucraina. Samuel fu educato principalmente dal padre, proprietario di un negozio di mobili in Wilkes-Barre e assistente di un rabbino.
Nelle sue intenzioni David avrebbe dovuto occuparsi dell'azienda familiare ma le inclinazioni del ragazzo apparvero subito di tutt'altra natura.
Dal 1930 frequentò il Collegio statale della Pennsylvania, dove si avvicinò alla meccanica quantistica. Successivamente, dopo aver conseguito il diploma, David vinse una borsa di studio che gli permise di iscriversi all'Università della California, nella quale conseguì il dottorato nel 1943.
Esercitò la sua attività come fisico teorico nelle più importanti università americane, come Berkeley e Princeton. Si dedicò all'approfondimento sul comportamento degli elettroni nei metalli. I suoi risultati in questo campo, molto innovativi, lo portarono all'attenzione del mondo della fisica di allora tanto da poter essere chiamato da Oppenheimer (suo ex insegnante universitario) tra gli scienziati del Progetto Manhattan, ma i suoi trascorsi politici non gli permisero di partecipare al progetto. Siamo negli anni in cui in America comincia la cosiddetta “caccia alle streghe”.
Nel 1948 infatti su segnalazione dello stesso Oppenheimer venne chiamato a deporre a causa della sua adesione al Partito comunista nel 1942 per appena nove mesi, ma si appellò al quinto emendamento. Dopo un anno venne invitato a comparire davanti al gran giurì per cui si appellò nuovamente al quinto emendamento. Nel 1949 fu arrestato, accusato di oltraggio alla corte e imprigionato per breve tempo per poi essere scarcerato su cauzione. Nel 1950 venne prosciolto ma l’Università di Princeton, attenta ai finanziatori, lo scaricò. Bohm ormai nella lista nera dei ricercatori non poté essere chiamato neanche da Einstein come assistente, così fu costretto ad emigrare, prima in Brasile presso l’Università di S. Paolo. Mentre si trovava in Brasile l’ambasciata americana per evitare che andasse in Unione Sovietica gli ritirò il passaporto concedendogliene uno valido solo per gli USA. Per evitare il completo isolamento prese la nazionalità brasiliana. Ciò gli consentì di lasciare il Brasile nel 1955 e andare per due anni in Israele al Technion Institute di Haifa e infine in Gran Bretagna presso l’Università di Bristol per quattro anni. Nel 1961 si stabilisce a Londra essendo nominato professore di fisica teorica al Birkbeck College.
Nel 1951 pubblica Quantum Theory dove analizza l’interpretazione della teoria e dell’esperimento mentale EPR e si pone tra i critici dell’interpretazione di Copenaghen. Per questa ragione regalerà una copia del libro ad Albert Einstein.

## Universo, mente e materia
Nel suo libro Universo, mente e materia, Bohm teorizza l'esistenza nell'universo di un ordine implicito (implicate order), che non siamo in grado di percepire, e di un ordine esplicito (explicate order), che percepiamo come risultato dell'interpretazione che il nostro cervello dà alle onde (o pattern) di interferenza che compongono l'universo.
Bohm paragona l'ordine implicito a un ologramma, la cui struttura complessiva è identificabile in quella di ogni sua singola parte: il principio di località risulterebbe perciò falso. Poiché Bohm riteneva che l'universo fosse un sistema dinamico in continuo movimento, mentre il termine ologramma solitamente si riferisce a un'immagine statica, Bohm preferiva descrivere l'universo utilizzando il termine, da lui creato, di Olomovimento.
Dopo l'esperimento sulla correlazione quantistica di Aspect del 1982, in cui fu verificato il teorema di Bell, rivelando una comunicazione istantanea a distanza fra fotoni, Bohm, che si era già confrontato con lo stesso problema durante la sua riformulazione del paradosso di Einstein-Podolsky-Rosen, ribadì che non esisteva alcuna propagazione di segnale a velocità superiori a quella della luce, ma si trattava di un fenomeno non riconducibile a una misurazione spaziotemporale. Il legame tra fotoni generati da una medesima particella sarebbe dovuto all'ordine implicito, nel quale ogni particella non è separata o "autonoma", ma fa parte di un ordine atemporale e aspaziale universale, l'Olomovimento, il cui modello matematico implica un insieme di variabili nascoste. Bohm scrisse che «dobbiamo imparare a osservare qualsiasi cosa come parte di un'Indivisa Interezza» (Undivided Wholeness), cioè che tutto è uno.

## Modello olonomico del cervello
Bohm ha apportato significativi contributi alla neuropsicologia e allo sviluppo del modello olonomico del funzionamento del cervello. In collaborazione con il neuroscienziato di Stanford Karl Pribram, Bohm contribuì a elaborare il modello olonomico di Pribram, secondo il quale il cervello opera in modo simile a un ologramma, in conformità ai principi della matematica quantica e alle caratteristiche dei modelli delle onde d'interferenza.
Bohm suggerì che queste onde potessero comporre forme come ologrammi, basando questa idea sull'applicazione dell'analisi di Fourier per decomporre le onde in singoli seni.
Bohm e Pribram elaborarono quindi una teoria basata «su una descrizione in termini matematici dei processi e delle interazioni neuronali capaci di leggere le informazioni, che si presenterebbero quindi sotto forma di onde, per poi convertirle in schemi di interferenza e trasformarle in immagini tridimensionali [...] Noi non vedremmo gli oggetti “per come sono” (in accordo con la rappresentazione della realta' prospettata dalla fisica classica newtoniana), ma solamente la loro informazione quantistica».

## Voci corte
- Interpretazione di Bohm
- Teorie a variabili nascoste
- Paradigma olografico
- Effetto Aharonov-Bohm
- Basil Hiley